# CFR 58 sorozat
A CFR 58 sorozat egy román 25 kV 50 Hz AC áramrendszerű villamosmotorvonat-sorozat. Összesen 27 SNCF Z 6100 sorozatú szerelvényt vásárolt a CFR 2006-ban az SNCF-től.
Ezeket a kolozsvári Remarul 16 Februarie üzemben újították/újítják fel.